# Ut (nota)
Ut è una nota musicale, il primo dei sei suoni del sistema esacordale teorizzato da Guido d'Arezzo, corrispondente all'odierno Do. Questo sistema era usato da Guido nella solmisazione.
Allo scopo di distinguere i suoni delle note, Guido d'Arezzo utilizzò le prime sillabe dei primi sei emistichi di un inno a San Giovanni scritto da Paolo Diacono:
(Inno a San Giovanni)
da cui derivarono i nomi delle note Ut-Re-Mi-Fa-Sol-La-Si.
Nei paesi latini, tranne in Francia, dove si continuò (e spesso si continua tuttora) ad usare il nome Ut, la stessa venne sostituita con il Do a partire dal XVII secolo. Il nuovo nome venne introdotto perché, uscendo in vocale, si pronuncia in modo più fluido nel solfeggio, mentre la "t" finale di Ut può dare fastidi nella pronuncia.